# Urechinus reticulatus
Urechinus reticulatus is een zee-egel uit de familie Urechinidae.
De wetenschappelijke naam van de soort werd in 1913 gepubliceerd door Hubert Lyman Clark.